# 安乐镇 (汉源县)
安乐镇，原为安乐乡，是中华人民共和国四川省雅安市汉源县下辖的一个乡镇级行政单位。2019年12月，撤销万里乡和安乐乡，设立安乐镇，以原万里乡和原安乐乡所属行政区域为安乐镇的行政区域。

## 行政区划
安乐镇下辖以下地区：
洪福村、洪顺村、治安村、安乐村、红岩村、和平村、鹤梧村和水沟村。